# Asteroammonia
Asteroammonia es un género de foraminífero bentónico de la subfamilia Ammoniinae, de la familia Rotaliidae, de la superfamilia Rotalioidea, del suborden Rotaliina y del orden Rotaliida. Su especie tipo es Asteroammonia katangliensis. Su rango cronoestratigráfico abarca desde el Mioceno medio hasta el Plioceno.

## Clasificación
Asteroammonia incluye a la siguiente especie:
- Asteroammonia katangliensis †